# Ove Wilhelm Michelsen
Ove Wilhelm Michelsen (født 28. august 1800 i Tønning, død 20. april 1880) var en dansk søofficer, marineminister og udenrigsminister.
Michelsen var søn af rådmand og stadssekretær i Tønning Christoph Friedrich Michelsen og Margrethe Christine f. Waltern. Michelsen blev sekondløjtnant i Marinen 1818, premierløjtnant 1825, kaptajnløjtnant 1834, kaptajn 1842, kommandørkaptajn 1850, kommandør 1852 samt ved sin afgang karakteriseret kontreadmiral 1859.
Kort efter sin udnævnelse til officer ansattes Michelsen som lærer ved Søkadetakademiet i militær og landtonings tegning, foretog et par togter som kadetofficer og afgik 1820 om bord på korvetten Najaden til Vestindien, hvor korvetten stødte på et rev og kun i næsten synkefærdig tilstand frelstes ind til St. Thomas, og hvor besætningen blev angrebet af gul feber, under hvilken halvdelen af officererne samt en femtedel af mandskabet døde. Ved hjemkomsten ansattes han ved søartilleriet, studerede derefter sit våbens videnskab, uddannede sig yderligere i 2 1/2 år på en rejse til Sverige, Holland, Frankrig og England og udnævntes da (1830) til undertøjmester ved søartilleriet samt medlem af Konstruktions- og Regleringskommissionen. 1833-1853 beklædte han tillige posten som lærer i artilleri for søkadetterne, for hvem han forfattede en lærebog (1836), der lige op til indførelsen af det riflede skyts både her og i udlandet betragtedes som et hovedværk. 1835 forfremmedes Michelsen til tøjmester og chef for Artillerikorpset, hvilken stilling han med stor dygtighed beklædte indtil 1854.
Ved sin grundighed og flid havde han efterhånden erhvervet sig så megen anseelse, at kongen, da det Bangske ministerium dannedes i december 1854, efter at have bevidnet ham sin påskønnelse af virksomheden som tøjmester overdrog ham marineministerporteføljen, med hvilken han senere overtrådte i Andræs og Halls ministerier. Som marineminister gennemførte han Organisationsloven af 1856, et i flere henseender fortjenstfuldt arbejde, der dog i søofficersstandens øjne havde den skavank, at den på en for kommandoforholdene noget forstyrrende måde forandrede og sammendrog de fra fortiden nedarvede betegnelser på officersgraderne. En tid lang – fra maj 1857 til juli 1858 – fungerede Michelsen endogså som interimsudenrigsminister, en stilling, hvori det dog næppe lykkedes ham fuldt ud at gøre fyldest. 1855 valgtes han ved kåring til Folketingsmand for Fredericia. Som marineminister optrådte Michelsen med en rolig, fornem værdighed, der – parret med humanitet og velvilje – ikke undlod at gøre sin virkning; men da hans virksomhed jo faldt i en forholdsvis rolig fredsperiode, har den dog egentlig ikke efterladt sig ret mange blivende spor; i debatten i tingene led Michelsen noget af en vis stivhed, der til tider kunne gøre ham mindre slagfærdig, end ønskeligt var. Da det Rotwittske ministerium i december 1859 dannedes, gik Michelsen af og erholdt da kontreadmirals karakter; Storkorset havde han allerede året forinden opnået, 1855 var han blevet kammerherre, ligesom han i tidens løb dekoreredes med en stor mængde udenlandske ordener.
Sine sidste år henlevede Michelsen i ro og ubemærket stilhed, så at han ved sin død, der indtraf 20. april 1880, næsten var blevet glemt til trods for den fremtrædende rolle, han i sit livs arbejdsperiode havde spillet.
Michelsen var 2 gange gift: 1. gang 1822 med Nicoline Christine f. Wleugel (30. juli 1798 – 18. oktober 1844), adopteret datter af kontreadmiral Peter Johan Wleugel.; 2. gang 1856 med Marie f. Duntzfelt (4. april 1819 – 1871), datter af etatsråd William Frederik Duntzfelt.